# Richard Gordon (Autor)
Richard Gordon ist das Pseudonym, das der britische Chirurg und Anästhesist Gordon Stanley Ostlere (* 15. September 1921; † 11. August 2017) als Autor verwendete. Als Richard Gordon hat Ostlere zahlreiche Romane, Drehbücher für Film und Fernsehen sowie populärgeschichtliche Berichte geschrieben, die vor allem die Medizin thematisieren. Er ist insbesondere bekannt für eine lange Reihe von humorvollen Arztromanen, beginnend mit Doctor in the House (1952) und den nachfolgenden Film-, Fernseh-, Radio- und Bühnenadaptionen.
Gordon studierte am Selwyn College und dem St Bartholomew’s Hospital. Er arbeitete als Anästhesist am St Bartholomew’s Hospital in London und Nuffield Department in Oxford. Später war er als Chirurg auf einem Schiff und als Mitherausgeber des British Medical Journal tätig. Er hat zahlreiche fachwissenschaftliche Bücher unter seinem eigenen Namen veröffentlicht wie Anaesthetics for Medical Students (1949; 1989 als Ostlere and Bryce-Smith’s Anaesthetics for Medical Students neuediert), Anaesthetics and the Patient (1949), und Trichlorethylene Anaesthesia (1953). Zusammen mit Roger Bryce-Smith schrieb er ein Anästhsielehrbuch.
1952 beendete er seine ärztliche Laufbahn und widmete sich fortan hauptberuflich der schriftstellerischen Tätigkeit. Die frühen Doktor-Romane, die in dem fiktiven St. Swithin, einem Lehrkrankenhaus in London spielen, waren witzig und teilweise autobiografisch; die späteren Bücher zielen mehr auf erotische Aspekte. Die Romane waren in England als Penguin-Taschenbücher in den 1960er und 1970er Jahren und in Deutschland als rororo Taschenbücher (insbesondere als sog. Leinenrücken) von den 1950er bis 1960er Jahren sehr erfolgreich.
Doctor in the House, bereits 1954 verfilmt (deutscher Titel: Aber, Herr Doktor…), wurde der erfolgreichste britische Film des Jahres. Der Autor spielte in einer namenlosen Rolle als Anästhesist mit, die Hauptrolle Dirk Bogarde, wie auch im nächsten Jahr bei Doctor at Sea (deutscher Titel: Doktor Ahoi!) mit Brigitte Bardot. Weitere Verfilmungen der Doktor-Serie folgten.
Richard Gordon hat auch Artikel für die Zeitschrift Punch geschrieben und Bücher über das Gärtnern, Angeln und über Cricket veröffentlicht. Zu den zahlreichen anderen Büchern, die Gordon schrieb, gehört eine Biographie von Florence Nightingale (1978). Er verfasste auch ein Buch über Jack the Ripper (1980), in dem er argumentierte, dass der Serienmörder ähnlich wie er selbst nicht nur Arzt, sondern auch Anästhesist gewesen sein muss, da niemand Schreie der Opfer hörte und demnach Chloroform auf der Grundlage medizinischer Kenntnisse zum Einsatz gekommen sein müsse.
Mit seiner Gattin Mary Ostlere, selbst früher Ärztin, bekam er vier Kinder. Er lebte in London.
Gordon Stanley Ostlere starb im August 2017, fünf Wochen vor Vollendung seines 96. Lebensjahres.

## Werke (Auswahl)
- Doctor in the House. London: Joseph. 1952.
- Doctor at Sea. London: Joseph. 1953.
- Doctor at Large. London: Joseph. 1955.
- Doctor in Love. London. Joseph. 1957
- Doctor and Son. London: Joseph. 1959.
- Doctor in Clover. London: Joseph. 1960.
- Doctor on Toast. London: Joseph. 1961.
- Doctor in the Swim. London. Joseph. 1962.
- The Summer of Sir Lancelot. Heinemann. 1965.
- Love and Sir Lancelot. Heinemann. 1965.
- Doctor on the Boil. Heinemann. 1970.
- Doctor on the Brain. Heinemann. 1972.
- Doctor in the Nude. Heinemann. 1973.
- Doctor on the Job. Heinemann. 1976.
- Doctor in the Nest. Heinemann. 1979.
- Doctor’s Daughters. Heinemann. 1981.
- Doctor on the Ball. Hutchinson. 1985.
- Doctor in the Soup. Century. 1986.
- The last of Sir Lancelot. Hale. 1999.
- The Captain’s Table. London: Joseph. 1954.
- Nuts in May. Heinemann. 1964.
- The Facemaker. Heinemann. 1967.
- Surgeon at Arms. Heinemann. 1968.
- The Facts of Life. Heinemann. 1969
- The Medical Witness. Heinemann. 1971
- The Sleep of Life. Heinemann. 1975.
- The Invisible Victory. Heinemann. 1977.
- The Private Life of Florence Nightingale. Heinemann. 1978.
- The Private Life of Jack the Ripper. Heinemann. 1980.
- The Private Life of Doctor Crippen. Heinemann, 1981.
- Dr. Gordon’s Casebook (diary), Severn House, 1982, ISBN 0-7278-0838-9
- Great Medical Disasters, Hutchinson, 1983, ISBN 0-09-152230-7
- Great Medical Mysteries, Hutchinson, 1984, ISBN 0-09-155660-0
- The Bulldog and the Bear: A Play in Two Acts, Samuel French 1984, ISBN 0-573-61908-5
- The Alarming History of Medicine, Sinclair-Stevenson, 1993, ISBN 1-85619-222-9
- The Literary Companion to Medicine: An Anthology of Prose and Poetry, Sinclair-Stevenson, 1993, ISBN 1-85619-335-7
- An Alarming History of Famous and Difficult Patients, St. Martin’s Press, 1997, ISBN 0-312-15048-2